# جون ريتشاردسون (لاعب كريكت بريطاني)
جون ريتشاردسون (4 أغسطس 1908 في المملكة المتحدة - 2 أبريل 1985) (بالإنجليزية: John Richardson)‏ هو لاعب كريكت بريطاني (وحمل سابقاً جنسية المملكة المتحدة لبريطانيا العظمى وأيرلندا). لعب مع نادي مقاطعة يوركشاير للكريكت ‏.